# کاپر سنتر (آلاسکا)
کاپر سنتر (به انگلیسی: Copper Center) شهری در ناحیه سرشماری والدز-کوردووا ایالت آلاسکا است که جمعیت آن در سرشماری سال ۲۰۰۰ میلادی ۳۶۲ نفر بوده‌است.